# 二氧硫化镧
二氧硫化镧是一种无机化合物，是镧的氢硫酸盐，化学式为La
2O
2S。

## 合成
- 在750 °C的氧气流中煅烧硫酸镧：[4]

La
2(SO
4)
3 + O
2  →  La
2O
3 ·  SO
3 + 2SO
3
- 所得的生成物受热时会被氢还原：

La
2O
3 ·  SO
3 + 4H
2  →  La
2O
2S + 4H
2O

## 物理性质
该化合物会形成黄白色的六方晶体。

## 用途
该化合物用作激光底料。